# Gare de Prefeito Saladino
La gare de Prefeito Saladino (en portugais Estação Prefeito Saladino) est une gare ferroviaire de la ligne 10 (Turquoise) de la Companhia Paulista de Trens Metropolitanos (CTPM). Elle est située place Armando Arruda sur le territoire de la municipalité de Santo André dans l'État de São Paulo, au Brésil.
Petite gare mise en service en 1952, le développement de l'urbanisation rend nécessaire un nouveau bâtiment ouvert en 1966, et en 2000 une passerelle couverte est installée pour faciliter les correspondances avec les transports en commun routiers.

## Situation ferroviaire

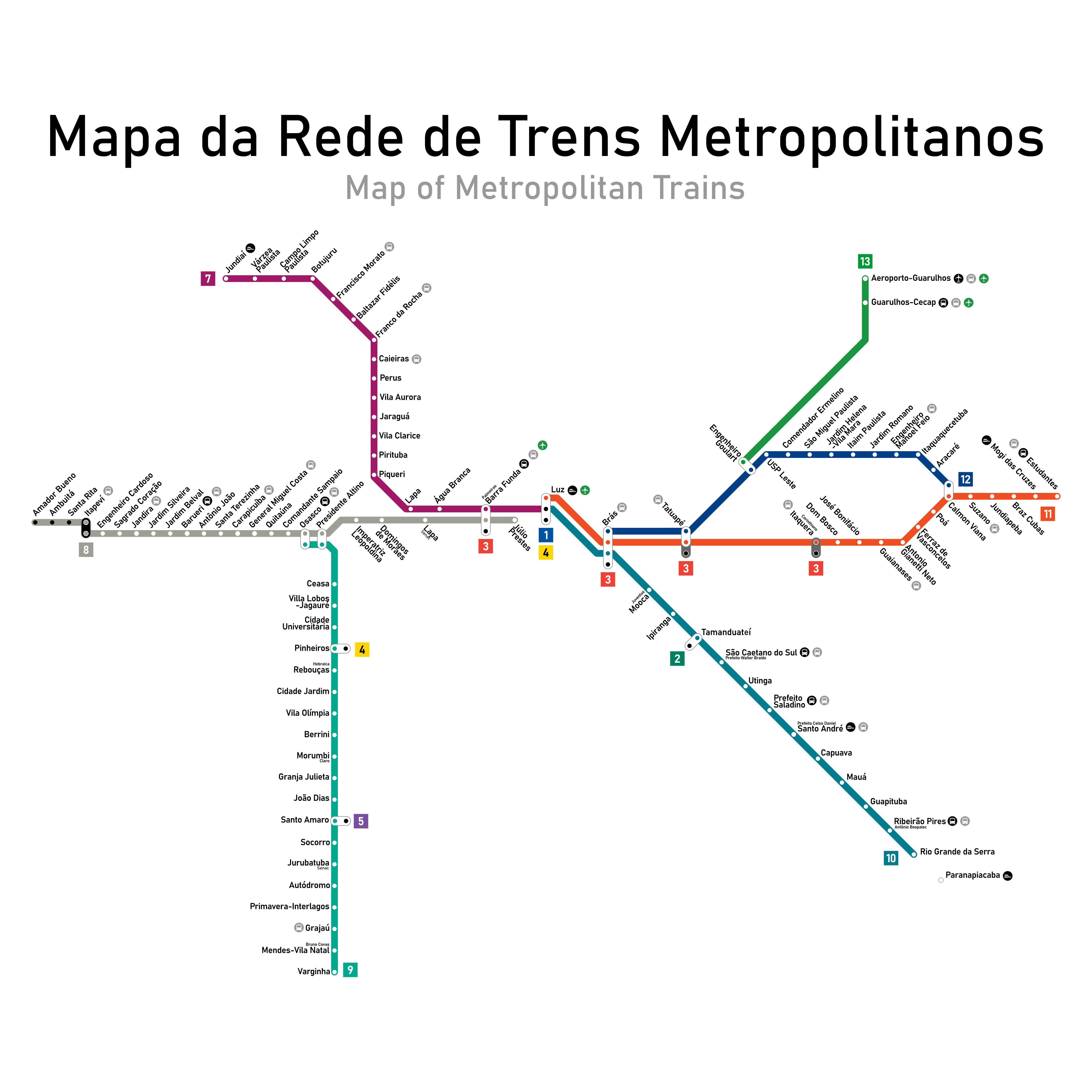
Plan des lignes de la CPTM (2020).

Établie à 741 mètres d'altitude, la gare de Prefeito Saladino est située sur la ligne 10 (Turquoise) de la Companhia Paulista de Trens Metropolitanos (CTPM), entre la gare d'Utinga, en direction de la gare terminus de Brás, et la gare de Prefeito Celso Daniel–Santo André, en direction de la gare terminus de Rio Grande da Serra. 

## Histoire
La gare Prefeito Saladino est mise en service le 29 novembre 1952. Elle dispose d'installations du niveau d'une simple halte.
Du fait de l'évolution de son environnement, un nouveau bâtiment est mis en chantier en 1964 et la nouvelle gare est inaugurée le 29 mars 1966. Elle devient une gare de la CPTM en 1994, et en 2000 la nouvelle gare routière de la ville, en correspondance intégrée avec la gare, est inaugurée,.

## Service des voyageurs

### Accueil
Par la passerelle qui franchit les voies, la gare est accessible à deux adresses : Praça Armando Arrudaet Rua Alfreds Peagles.

### Desserte
Service 710 : circulations sur la relation Jundiaí - Rio Grande da Serra, via Brás (ce qui correspond à une unification des lignes 7 et 10). Cette desserte a lieu tous les jours, y compris les week-ends et les jours fériés, de 4 h à minuit. Cette relation dessert 31 gares, approximativement en 2 h 8 min. Aux heures de pointe du matin et de la fin de l'après-midi  l'écart entre les trains est, à la station, de 12 minutes.
Aux heures de pointe du matin et de la fin de l'après-midi le service est complété avec une boucle intérieure, entre Francisco Morato et Mauá où l'intervalle entre les trains passe de 12 à 6 minutes en intercalant des trains desservant uniquement la boucle intérieure avec les trains de la boucle extérieure.

Ligne service 710
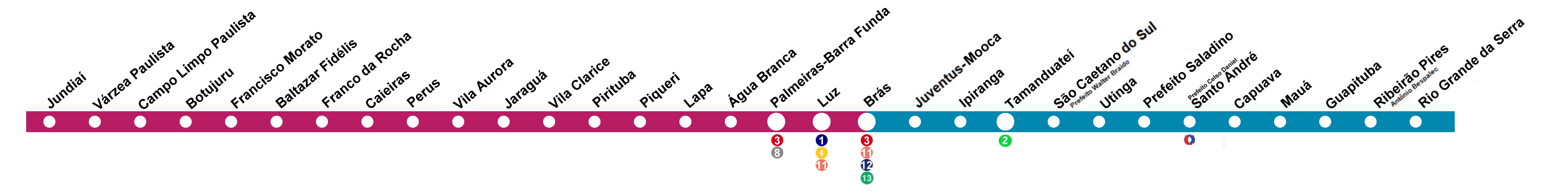

### Intermodalité
Une passerelle facilite les correspondances avec des gares routières urbaine et interurbaine.